# Nieuwlust
Nieuwlust was de naam van een landgoed en gelijknamige villa in Enschede.
Het landgoed werd gesticht door de Vlaamse jonkheer Charles de Maere (1802-1885). Later kwam landgoed Nieuwlust in bezit van de familie Stroink, die in 1895 in Enschede de eerste brouwerij bouwde: de Enschedese Bier Brouwerij (EBB), die later opging in Koninklijke Grolsch N.V.. De rest van het landgoed werd op 15 juni 1929 opengesteld voor publiek als groene recreatieplaats voor de buurt met de naam Nieuwlustpark.
In 1960 moest het Nieuwlustpark definitief wijken voor een nieuwe uitbreiding van de brouwerij van Grolsch (die in 2005 de deuren sloot aan de Brouwerijstraat). De straat (waarvan de helft later ook is opgeëist) langs het terrein van de voormalige brouwerij doet nog herinneren aan het landgoed.